# アラン・バード
アレン・ジョセフ・バード（Allen Joseph Bard、1933年12月18日 - 2024年2月11日）は、アメリカ合衆国の化学者。主な業績は走査型電気化学顕微鏡の開発。

## 経歴
ニューヨーク市生まれ。ブロンクス科学高等学校を経て、1955年にニューヨーク市立大学卒業。1958年にハーバード大学から化学のPh.D.を取得。
長らくテキサス大学オースティン校で教鞭を取り、1985年に化学の教授に就任した。また、1977年にはカリフォルニア工科大学、1987年にはコーネル大学、1988年にはハーバード大学でそれぞれ客員教授を務めた。1982年から2001年まで、アメリカ化学会誌（Journal of the American Chemical Society）の編集長も務めた。
フラン・バードと結婚し、2人の子供エドとサラ、それに4人の孫がいる。

## 主要論文
- Michael Rose und Henry S. White: Allen J. Bard obituary: electrochemist whose techniques underpin clinical diagnostics, materials discovery and more. In: Nature. Band 629, 2024, S. 285, doi:10.1038/d41586-024-01278-z.
- Larry R. Faulkner: Allen Joseph Bard (1933–2024). Father of contemporary electrochemistry. In: Science. Band 384, Nr. 6696, 2024, S. 627, doi:10.1126/science.adp2218.

## 受賞歴
- 1987年 ウィラード・ギブズ賞、センテナリー賞、オーリン・パラジウム賞
- 1998年 ライナス・ポーリング賞、米国科学アカデミー賞化学部門
- 2002年 プリーストリー賞[3]
- 2004年 ウェルチ化学賞、ウィリアム・H・ニコルズ賞
- 2008年 ウルフ賞化学部門[4]
- 2011年 アメリカ国家科学賞、トムソン・ロイター引用栄誉賞[5]
- 2013年 エンリコ・フェルミ賞
- 2019年 キング・ファイサル国際賞 科学部門

## 参照リンク
- Allen J. Bard Research Group